# ケプラー70
ケプラー70（KOI-55）は、地球からははくちょう座の方向におよそ3,850光年離れた場所に位置する恒星である。

## 特徴
| 太陽 | ケプラー70 |
| ---- | ---------- |
| 太陽 | Exoplanet  |

ケプラー70は、1986年にキットピーク国立天文台の紫外線超過天体を探す掃天観測によって発見され、KPD 1943+4058と呼ばれていた。赤色巨星段階を過ぎて更に進化した極水平分枝（extreme horizontal-branch）星と考えられ、核ではヘリウムが燃焼し、外層の大部分は失われている。そのため、表面温度は28,000Kに達する一方で、質量は太陽の半分、半径は太陽の2割しかない。分光学的には、このような恒星を高温準矮星に分類しており、ケプラー70のスペクトル分類はB型準矮星（sdB）となっている。

## 惑星
2011年、ケプラー70の周りに2個の太陽系外惑星の発見が発表された。これは、ケプラー宇宙望遠鏡が、惑星が中心星の光を反射したものと考えられる信号を検出したことが、その証拠とされた。2つの惑星は、どちらも質量、半径が地球以下の小さい惑星とされる。このうち、ケプラー70bは、半径が地球の0.759倍と、発見当時に半径が求められていた系外惑星の中で最も小さかった。
これらの惑星は、中心星からの距離も太陽半径よりやや大きいだけなので、ケプラー70が赤色巨星であった際には星の外層の中へ埋もれてしまっていた。そのため、現在は地球大の天体となっているが、元々は木星程度の質量を持ち、中心星に飲み込まれた際に質量の大半を失ったものである可能性がある。
一方で、2015年の研究では、惑星の証拠と考えられた信号が中心星の脈動によるものである可能性が指摘され、惑星の存在に疑問が呈されている。ケプラーのデータを再分析した2019年の研究でも、同様の理由で、惑星は存在しない可能性が高いという結論になった。
| 名称 （恒星に近い順） | 質量     | 軌道長半径 （天文単位） | 公転周期 (日) | 軌道離心率 | 軌道傾斜角 | 半径     |
| --------------------- | -------- | ----------------------- | ------------- | ---------- | ---------- | -------- |
| b (未確認)            | 0.440 M⊕ | 0.0060                  | 0.240104      | —          | 65°        | 0.759 R⊕ |
| c (未確認)            | 0.655 M⊕ | 0.0076                  | 0.342887      | —          | 65°        | 0.867 R⊕ |